# Kaars in het donker
Kaars in het donker is een single van André van Duin.

## Achtergrond
Het is afkomstig van zijn album Recht uit het hart. Van Duin deed in die jaren rustiger aan met het uitbrengen van singles en albums. Kaars in het donker is daarbij een van zijn serieuze liedjes, hetgeen ook op de platenhoes terug te zien is. Opnamen vonden plaats in de Wisseloordstudio's.

## Liedjes
Kaars in het donker is een lied geschreven door Jochem Fluitsma en Eric van Tijn. Zij schreven het voor Edsilia Rombleys debuutalbum Thuis uit 1997. André van Duin bewerkte het en bracht het als single uit. Detail daarbij is dat Rombley en Van Duin beiden bij Joop van den Ende onder contract stonden.
Het eerste wat ik denk is een cover van The first thing ev'ry morning (and the last thing ev'ry night), geschreven door Jimmy Ray Dean en Ruth Roberts.

## Hitnotering
De single bleef buiten alle Nederlandse (Nederlandse Top 40, Single Top 100) en Belgische (BRT Top 30, Ultratop 50) hitparades.